# Festa del Tossino
La Festa del Tossino se celebra en Albelda, pueblo de la comarca de La Litera, situada en la provincia de Huesca, de la comunidad autónoma de Aragón (España). Esta fiesta consiste en rememorar la tradicional matanza del tocino que se hacía en las casas particulares antiguamente.

## Historia

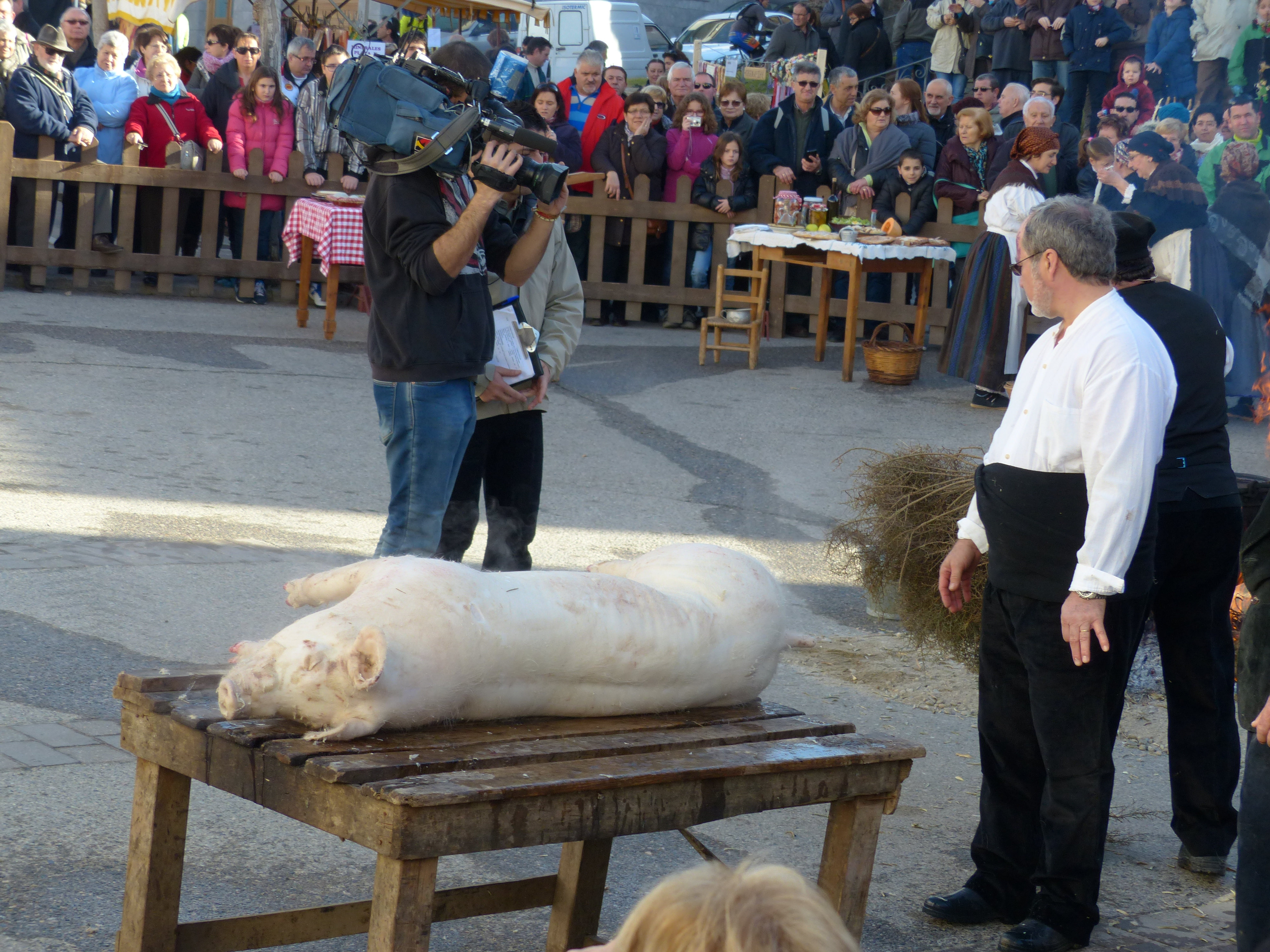
Festa del Tossino

Fue a partir del 1987 cuando la Penya Lo Magré empezó a celebrar la Festa del Tossino el último domingo del mes de enero, llevándola a la plaza Mayor para que los visitantes vean como hasta hace unas décadas nuestros antepasados se suministraban de carne, todo esto mientras los que participan en este ritual culinario están ataviados con los trajes tradicionales.
La festividad tuvo dos años de parón debido a la pandemia de Covid19, reanudándose en el año 2023.

## Realización
Esta fiesta empieza muy pronto por la mañana con el reparto de coca y chocolate. La matanza del Tossino se hace en una casa particular por razones higiénicas y para prevenir posibles aprensiones de los visitantes y tras esto se escalda para poder quitar la piel y trocear para proseguir con la producción del mondongo, tal y como se hacía antiguamente. 
Durante toda la mañana se puede disfrutar de la carne a la brasa con pan untado en ajo, perejil y aceite, que preparan al momento los miembros de la Penya Lo Magré. Para finalizar la fiesta a mediodía para comer, hacen el menú tradicional de olla barreada, caldereta de cerdo típica del pueblo, fruta de la litera y café de Topí. 
Como la fiesta es tradicional y totalmente artesana, se aprovecha para montar una feria artesanal donde la gente puede vender y dar a conocer sus productos artesanales.

## Reconocimientos
En 2001 fue declarada de Interés turístico en Aragón, ya que acuden más de 5.000 personas, y el pueblo no llega a los 900 habitantes.